# Flügelspannweite

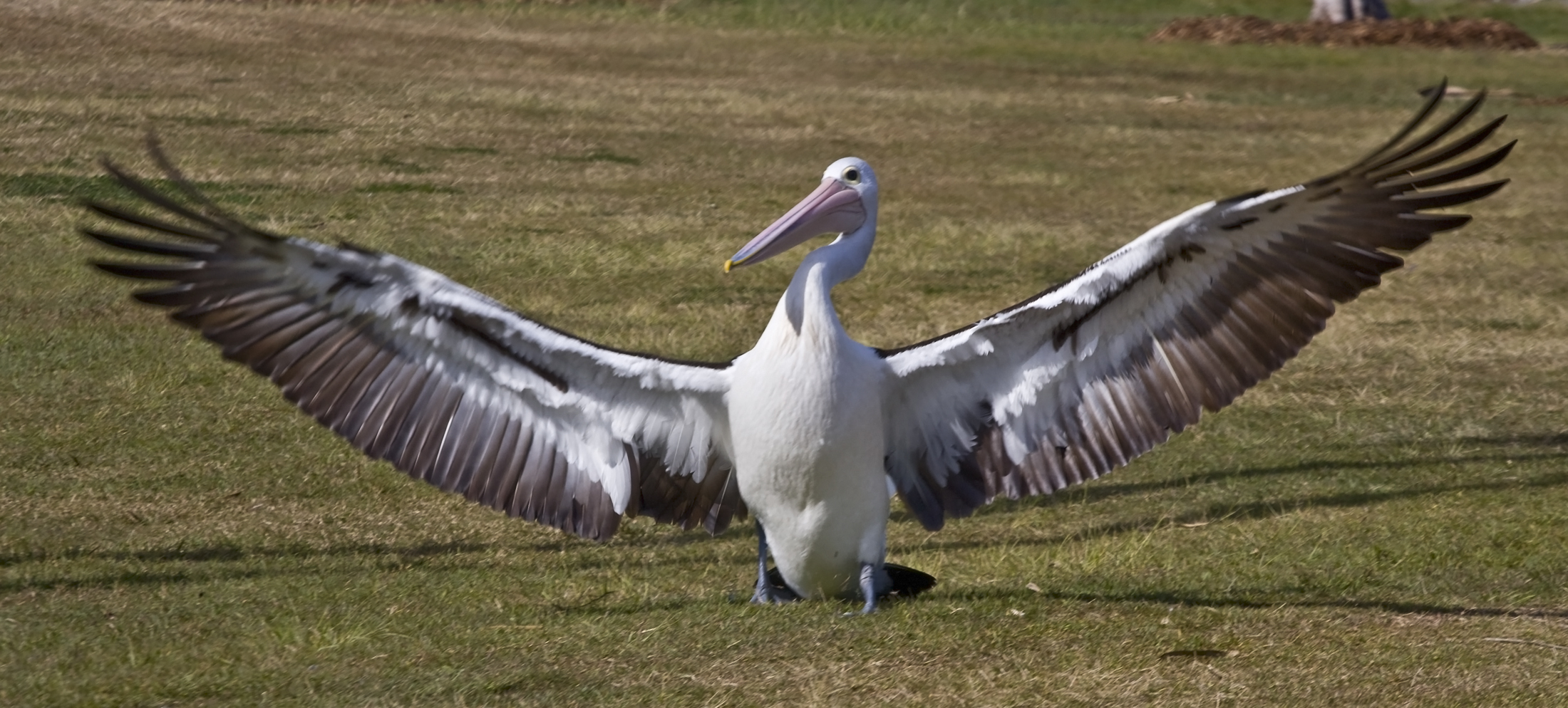
Flügelspannweite eines Pelikans

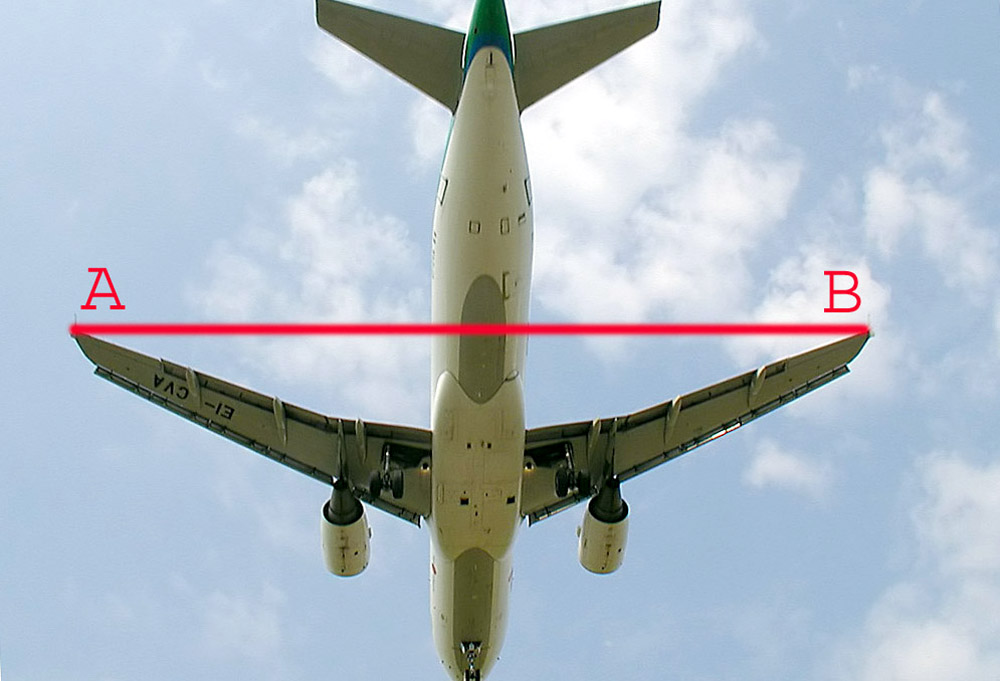
Der Abstand zwischen A und B bezeichnet die Spannweite dieses Airbus A320

Flügelspannweite (oder auch Flügelspanne oder Spannweite) bezeichnet den Abstand zwischen der ausgebreiteten linken und rechten Flügelspitze eines geflügelten Tieres oder künstlichen Objektes.

## Definition
Gemessen wird die Flügelspannweite zwischen den ausgebreiteten Flügelspitzen beispielsweise von Vögeln, Fledertieren oder Insekten. Bei flugzeugähnlichen künstlichen Objekten wird der Abstand von der linken zur rechten Tragflächenspitze als Spannweite bezeichnet. Bei Flugzeugen, die mit Schwenkflügeln ausgestattet sind, kann eine minimale und maximale Spannweite angegeben werden.

## Spannweitenrekorde

### Größte Spannweite
- Flugzeug: Scaled Composites Stratolaunch – 117 Meter[1]
- Flugboot: Hughes H-4 Spruce Goose – 97,54 Meter[2]
- Fledertier: Eigentliche Flughunde – 2 Meter[3]
- Vogel: Wanderalbatros – 3,63 Meter[4]
- Vogel (ausgestorben): Argentavis magnificens – 7,0 bis 7,5 Meter
- Reptil (ausgestorben): Quetzalcoatlus (Flugsaurier) – 11 bis 13 Meter
- Insekten: Thysania agrippina – 0,28 Meter[5]
- Insekten (ausgestorben): Meganeuropsis permiana – 0,72 Meter

### Kleinste Spannweite
- Flugzeug (Propeller): Bumble Bee II – 1,68 Meter[6]
- Flugzeug (Strahlflugzeug): Bede BD-5J – 5,18 Meter
- Fledertier: Schweinsnasenfledermaus – 16 Zentimeter[3]
- Vogel: Bienenelfe – 6,5 Zentimeter